# Џиновски пацифички даждевњак
Џиновски пацифички даждевњак (лат. Dicamptodontidae) је мала фамилија репатих водоземаца која садржи само један живући род Dicamptodon (Гуд, 1989) са четири описане врсте. Познати су још и под називом пацифички џиновски даждевњаци јер су пронађени на западној обали Пацифика у Северној Америци. Представници ове фамилије су веома слични врстама фамилије Ambystomatidae, само што су већи (достижу дужину од 30 цм).
Оплођење је унутрашње после чега женке сносе јаја и воде бригу о њима. Педоморфоза је факултативна тако да неке јединке метаморфозирају у потпуности, док друге остају ларве целог живота. Тако једна врста, Dicamptodon copei, не метаморфозира, задржава шкрге и водено станише током читавог живота. Ларве имају кратке спољашње шкрге и 4 пара шкржних прореза. Одрасле форме су терестичне и дишу на плућа. Робусне су грађе тела и удова и широке главе. Дорзална површина тела ишарана је смеђом и црном бојом. Диплоидан број хромозома је 28.
Настањују четинарске шуме, тако што ларве живе испод стена у изворима и потоцима, а одрасле јединке испод камења и коре на шумском тлу. Адулти су активни ноћу и то посебно после јаких киша.

## Станиште
Настањују шумовите пределе који имају сталне чисте потоке. Типично то су четинарске шуме са релативно влажном подлогом. Ларве најчешће настањују потоке, али веће ларве се могу наћи и у рекама или малим језерима.
Ларве живе испод стена у изворима и потоцима, а одрасле јединке испод камења и коре на шумском тлу.

## Распрострањеност
Северозападна северна Америка.
Фамилија је уско дистрибуирана и ограничена на пацифички регион северозападне северне Америке. Изолована група популација Dicamptodon ensatus настањује централни и јужни део полуострва Сан Франциско у Калифорнији.
Врсте су мање или више дистрибуиране у приморским регионима од севера Сан Франциска до југа Олимпијског полуоства у Вашингтону, и од југа Каскадских планина у Орегону до приморских планина југозападне Британске Колумбије (але не у Ванкуверу и околиним острвима). Једна врста Dicamptodon aterrimus је дисконтинуирано дистрибуирана и јавља се у планинама северног Ајдаха и у северозападној Монтани

## Класификација
Једини данашњи род Dicamptodon ове фамилије обухвата следеће врсте:
- Dicamptodon aterrimus
- Dicamptodon copei
- Dicamptodon ensatus
- Dicamptodon tenebrosus

Поред једног рецентног рода ова фамилија обухвата и следеће изумрле родове:
- Ambystomichnus,
- Bargmannia,
- Chrysotriton,
- Geyeriella и
- Wolterstorffiella (Естес, 1981).

Раније су ове фосилне врсте припадале фамилији Ambystomatidae, да би касније били премештени заједно са родом Rhyacotriton у фамилију Dicamptodontidae. Молекуларне филогенетске студије (Ларсон, 1991; Ларсон и Димичк, 1993) показале су да су родови Dicamptodon и Ambystoma међусобно сродни, а да им је Rhyacotriton само далеки рођак па да према томе не би требало да се налазе у истој групи. Тако се Rhyacotriton сада налази у засебној фамилији Rhyacotritonidae (Гуд и Вејк, 1992).